# Ralf Kellermann
Ralf Kellermann, né le 24 septembre 1968 à Duisbourg, est un ancien joueur et entraîneur de football allemand qui occupe le poste de directeur sportif de l'équipe féminine de Wolfsburg.

## Biographie

### En tant que joueur
Ralf Kellermann commence le football au MSV Duisbourg où après avoir connu les équipes jeunes, il joue ses deux premiers matchs en Bundesliga 2. En 1993, il rejoint le FSV Francfort où il prend part à onze matchs dont neuf de Bundesliga 2 en deux saisons.
A partir de 1995, il joue dans les divisions amateurs allemandes et connait quatre clubs, le SC Verl, le Sportfreunde Siegen, le SC Paderborn 07 et le SV Lippstadt 08.

### En tant qu'entraineur
Après une première expérience de coach au SV Brunsrode-Flechtorf, il est nommé au poste d'entraîneur de l'équipe féminine du VfL Wolfsburg à l'été 2008. En 2011, son contrat est prolongé jusqu'en 2014. En 2012, il amène le club à la seconde place du championnat soit le meilleur résultat de l'histoire pour le club à ce moment-là.
Avec Wolfsburg, il remporte ses premiers titres en 2013 avec un triplé : la Bundesliga, la DFB-Pokal et la Ligue des champions féminine de l'UEFA et est élu meilleur entraineur féminin de l'année.
Il remporte de nouveau la Bundesliga et la Ligue des Champions en 2014 et est prolongé de nouveau jusqu'en 2017. Après avoir remporté un nouveau championnat et trois nouvelles Coupe d'Allemagne, il annonce quitter son poste en 2017 pour devenir le directeur sportif du club.

## Palmarès
En tant qu'entraineur du VfL Wolfsburg féminines, il remporte le Championnat d'Allemagne à trois reprises en 2013, 2014 et 2017 et est vice champion à trois reprises également en 2012, 2015, 2016 et remporte la Coupe d'Allemagne à quatre reprises en 2013, 2015, 2016 et 2017.
Sur la scène continental, il remporte deux Ligues des Champions en 2013 et 2014 et est finaliste en 2016.